# Мавров Геннадій Іванович
Геннадій Іванович Мавров (31 жовтня 1959, Маріуполь — 21 липня 2021) — український лікар-дерматовенеролог. Доктор медичних наук (1996), професор (2000). Директор Інституту дерматології та венерології АМН України, експерт ВООЗ по інфекціям, що передаються статевим шляхом, завідувач кафедри шкірних та венеричних хвороб Харківської державної академії післядипломної освіти МОЗ України; голова спеціалізованої ради по захисту докторських дисертацій; головний редактор фахового журналу «Дерматологія та венерологія», член Української асоціації лікарів-дерматовенерологів і косметологів; Науково-координаційної ради з клінічної медицини АМН України.

## Біографія
Закінчив Харківський медичний інститут (1985), де й працював до 1993. Від 1995 — в Інституті дерматології та венерології НАМНУ (Харків): завідував відділом венерології (1995—2009), директор (2009—12), завідувач відділу вивчення впливу епідемії ВІЛ на проблему інфекцій, що передаються статевим шляхом (від 2012); водночас від 2009 — завідував кафедрою дерматології та ВІЛ/СНІДу Харківськой медичной академії післядипломной освіти. Досліджує інфекції, що передаються статевим шляхом, питання епідеміології, біологічних властивостей збудників, нових методів лікування й профілактики, а також організації боротьби з венеричними хворобами.

## Наукові праці
- Chlamydia trachomatis в просвете капилляров маточных труб: возможность гематогенного распространения инфекции // Журн. АМНУ. 1996. Т. 2, № 4
- Хламидийные инфекции: биология возбудителей, патогенез, клиника, диагностика, лечение, профилактика. К., 2005
- Гистологические и электронномикроскопические особенности идиопатической и герпесассоциированной многоморфной экссудативной эритемы // Журн. НАМНУ. 2014. Т. 20, № 1
- Метод лечения хламидийно-уреаплазменной инфекции, осложненной метаболическими нарушениями // Журн. дерматології та косметології. 2014. № 1—2 (співавт.); Иммунотерапия и иммунопрофилактика неспецифических инфекций мочевыводящих путей // Укр. журн. дерматології, венерології, косметології. 2015. № 2.